# Segenskirche (Aschheim)

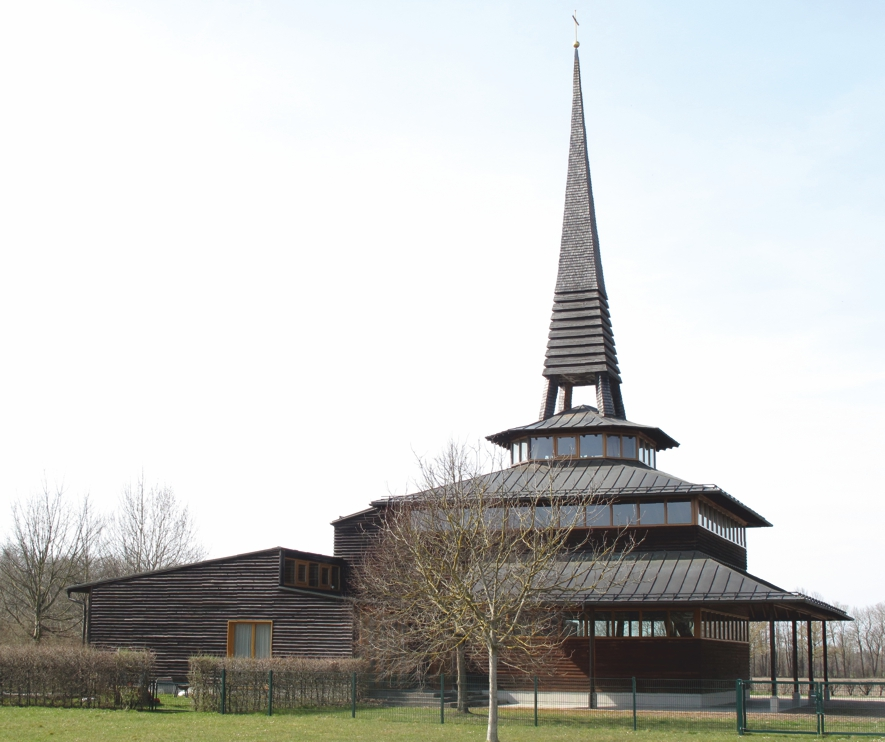
Evangelische Segenskirche in Aschheim

Die Segenskirche Aschheim  ist die evangelisch-lutherische Pfarrkirche in der Gemeinde Aschheim im oberbayerischen Landkreis München. Sie gehört zur Evang.-Luth. Kirchengemeinde Feldkirchen und Aschheim im Evangelisch-Lutherischen Dekanat München zum Kirchenkreis München.

## Geschichte
Eine evangelische Kirchengemeinde besteht in Feldkirchen seit 1833, der zugehörige Kirchenbau wurde 1837 im Rundbogenstil errichtet. Seit 1973 fanden regelmäßige evangelische Gottesdienste auch in der katholischen Pfarrkirche von Aschheim statt. 1996 wurde mit der Segenskirche nach den Plänen von Friedrich Kurrent ein eigenes Kirchengebäude in Aschheim errichtet und am 15. Dezember 1996 eingeweiht. Fotografisch dokumentiert wurde die Kirche von Franz Wimmer.

## Architektur
Die Segenskirche Aschheim wurde, da bereits der erste, frühmittelalterliche Aschheimer Kirchenbau des 6. Jahrhunderts aus Holz bestanden hatte, als reine Holzkonstruktion errichtet. Das im Innern vollständig sichtbare pyramidale Traggerüst besteht aus dreidimensional gebogenen Brettschichtholzbindern, in die die einzelnen Dachebenen eingebunden sind und die sich nach oben als aufgesteilter Dachreiter fortsetzen. Der Kirchenraum stellt einen Zentralbau über quadratischem Grundriss dar, zunächst umgeben von einer offenen Halle, leicht geschweifte Dachflächen und achtseitigem kuppelartigen Aufsatz. Als Inspirationsquelle für den Bau der Segenskirche dienten ostasiatische Pagoden, nicht zuletzt der Chinesische Turm in München.
Die Aschheimer Segenskirche wurde 1998 mit einem Sonderpreis des Holzbaupreis Bayern prämiert.